# United Scandia International
United Scandia International var ett svensk‑amerikanskt företag i snusbraschen. Företaget bildades 1972. Det var samägt av United States Tobacco Company (sedermera U.S. Smokeless Tobacco Company) och Svenska Tobaks AB (sedermera Swedish Match).
Ett mål för samarbetet var att sälja snus till nya marknader. En annan del av affärsplanen var att producera och sälja ett nytt slags produkt, portionssnus; detta projekt kallades av United States Tobacco The Lotus Project. Tekniken med att förpacka prillor i vätskegenomsläppliga påsar hade utvecklats av Svenska Tobaks AB. De samarbetande företagen ville med portionssnuset komma bort från uppfattningen att snus var en angelägenhet för äldre eller lågutbildade män, och erbjuda en elegantare och socialt mer lättaccepterad produkt, som möjliggjorde rökfritt nikotinintag i alla miljöer, till exempel platser med eldförbud.
Det första portionssnuset lanserades i Förenta staterna 1972 eller 1973 av United States Tobacco. Det gick under namnet Good Luck Sak‑Pak, även känt som Good Luck. Det hade mintsmak eller körsbärssmak, och blev inte en framgång. Det handpackades inledningsvis eftersom United States Tobacco låg efter Svenska Tobaks AB i teknikutvecklingen.
Den svenska partnern i United Scandia International‑samarbetet lanserade det första portionssnuset i Sverige, Smokeless med whiskysmak, i februari 1973 som ”den största tobaksnyheten sedan filtercigaretten”. Det blev ingen kommersiell framgång, trots stor uppmärksamhet i media. Däremot beredde det vägen för nya portionssnus; det första var Tre Ankare 1976.
Att introducera nya smaksättningar av snus i Sverige var en del av syftet med United Scandia International. Förutom snuset ”Smokeless” lanserades Happy Days med mintsmak i Sverige. Både snus med mintsmak och smak av den amerikanska whiskyliknande drycken bourbon hade tidigara framställts av UST, och i Sverige lanserades portionssnus Smokeless med smakbeskrivningen ”Flavored with Whisky”.[källa behövs]
Verksamheten hade upphört 1980. Verkställande direktör eller ”President” (i amerikansk mening) för United Scandia International var Walter W. Watson. Vice VD var Per Erik Lindqvist och styrelsen utgjordes av moderbolagens VD:r Louis Bantle och Karl Wärnberg